# Erhard Rittershaus
Erhard Rittershaus (* 27. April 1931 in Betzdorf; † 12. März 2006 auf Gran Canaria) war ein deutscher Manager und Politiker. Er war von 1993 bis 1997 Senator und Präses der Behörde für Wirtschaft, Verkehr und Landwirtschaft sowie Zweiter Bürgermeister der Freien und Hansestadt Hamburg.

## Leben
Der Ingenieur für Maschinenbau Rittershaus wurde 1968 Vorstandsmitglied der Rheinstahl-Hanomag AG in Hannover, ab 1975 gehörte er dann bis 1993 dem Vorstand der B.A.T. Cigaretten GmbH in Hamburg an, ab 1988 als stellvertretender Vorstandsvorsitzender.

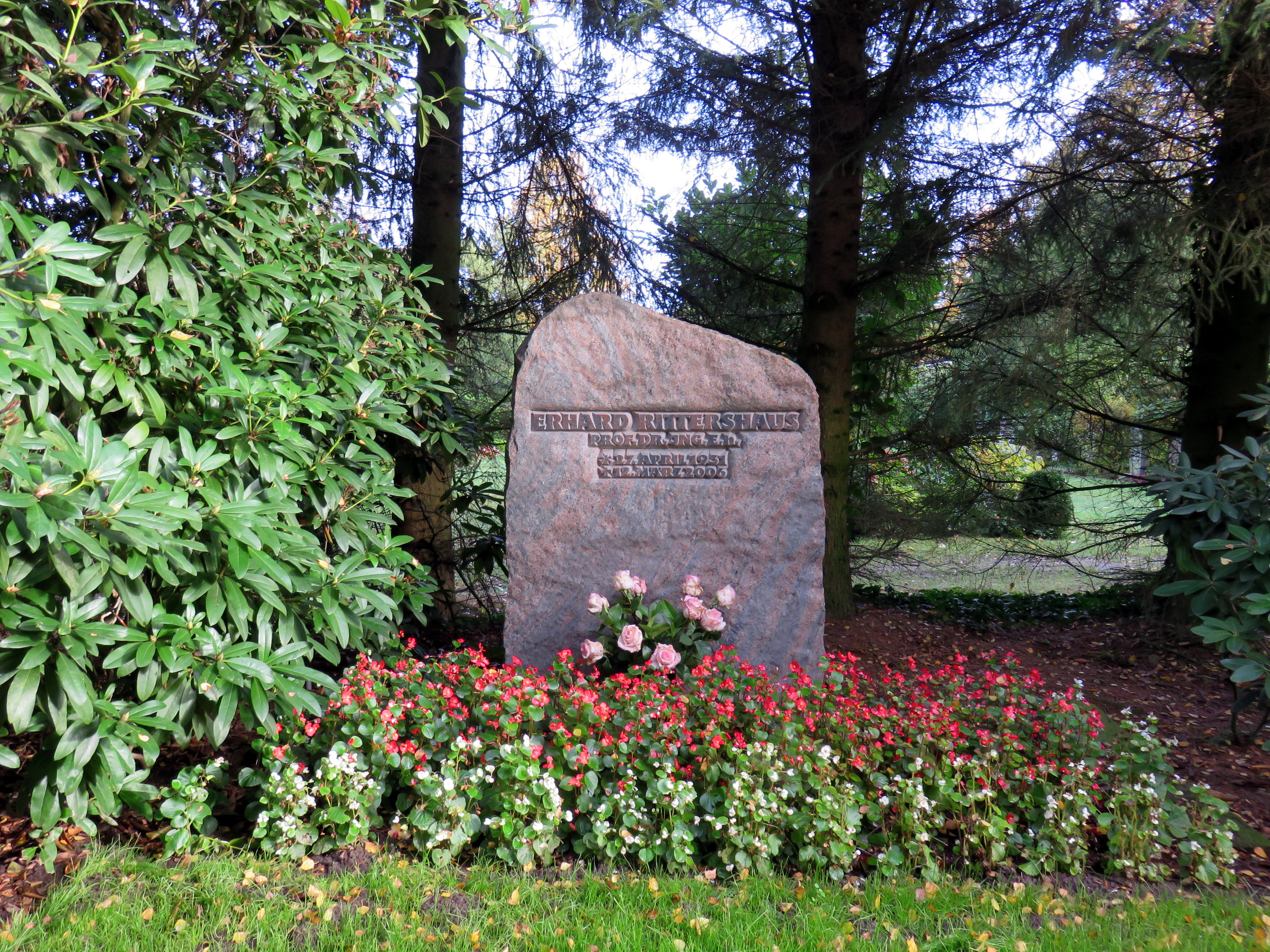
Grabstätte Erhard Rittershaus, Friedhof Bergstedt

Am 15. Dezember 1993 wechselte der parteilose Rittershaus in den Hamburger Senat und wurde für die STATT Partei Präses der Behörde für Wirtschaft, Verkehr und Landwirtschaft. Zugleich übernahm er als wichtigster Senator des kleinen Koalitionspartners auch das Amt des Zweiten Bürgermeisters. Nach Henning Voscheraus Rücktritt nach der verlorenen Bürgerschaftswahl von 1997 übernahm Rittershaus bis zur Wahl von Ortwin Runde die Regierungsgeschäfte. Zu seinen wesentlichen politischen Aktivitäten gehörten die Vertiefung der Elbe und das Voranbringen der Erweiterung des Hamburger Airbuswerkes am Mühlenberger Loch.
Rittershaus engagierte sich auch für die Wissenschaft. An der Universität Hannover übte er einen Lehrauftrag als Honorarprofessor für industrielles Innovationsmanagement aus. Er war zudem Vorsitzender des wissenschaftlichen Beirats des Internationalen Instituts für Politik und Wirtschaft Haus Rissen.
Daneben setzte sich Rittershaus auch für karitative Zwecke ein. Von 1979 bis 2002 gehörte er dem Verwaltungsrat des Rauhen Hauses an, ab 1985 als Vorsitzender. Für sein vielfältiges Engagement wurde ihm 1997 vom Zentralausschuss der Hamburgischen Bürgervereine der Portugaleser in Silber verliehen.
Rittershaus starb nach langer Krankheit am 12. März 2006 auf Gran Canaria. Er hinterließ seine Ehefrau, mit der er 44 Jahre verheiratet war, und zwei Töchter.